# Campionatul Mondial de Scrimă din 1990
Campionatul Mondial de Scrimă din 1990 s-a desfășurat în perioada 8–16 iulie la Hala „Tony Garnier” din Lyon în Franța.

## Rezultate

### Masculin
| Probă                 | Aur                                                                                                 | Argint                                                                                        | Bronz                                                                                                  |
| Spadă la individual   | Thomas Gerull (FRG)                                                                                 | Angelo Mazzoni (ITA)                                                                          | Arnd Schmitt (FRG)                                                                                     |
| Spadă pe echipe       | Italia Angelo Mazzoni Sandro Cuomo Maurizio Randazzo Sandro Resegotti Stefano Pantano               | Franța Olivier Lenglet Éric Srecki Jean-Michel Henry Philippe Riboud Jean-François Di Martino | Uniunea Sovietică Pavel Kolobkov Vitali Agheev Andrei Șuvalov Mîhailo Tîșko Kaido Kaaberma             |
| Floretă la individual | Philippe Omnès (FRA)                                                                                | Andrea Borella (ITA)                                                                          | Dmitri Șevcenko (URS)                                                                                  |
| Floretă pe echipe     | Italia Andrea Borella Alessandro Puccini Mauro Numa Andrea Cipressa Stefano Cerioni                 | Polonia Piotr Kielpikowski Ryszard Sobczak Leszek Bandach Adam Krzesinski Cezary Siess        | Uniunea Sovietică Dmitri Șevcenko Serhii Holubîțkîi Vladimer Apțiauri Boris Korețki Aleksandr Romankov |
| Sabie la individual   | György Nébald (HUN)                                                                                 | Heorhii Pohosov (URS)                                                                         | Tonhi Terenzi (ITA)                                                                                    |
| Sabie pe echipe       | Uniunea Sovietică Heorhii Pohosov Grigori Kirienko Serghei Mindirgasov Heorhii Pohosov Andrei Alșan | Ungaria György Nébald Bence Szabó Imre Bujdosó Csaba Köves László Csongrádi                   | RFG Felix Becker Jürgen Nolte Jörg Kempenich Ulrich Eifler Frank Bleckmann                             |

### Feminin
| Probă                 | Aur                                                                              | Argint                                                                            | Bronz                                                                               |
| Spadă la individual   | Taymi Chappé (CUB)                                                               | Diana Eöri (HUN)                                                                  | Maria Mazina (URS)                                                                  |
| Spadă pe echipe       | RFG Eva-Maria Ittner Ute Schäper Renate Riebandt-Kaspar Monika Ritz Sabine Krapf | Ungaria Diana Eöri Gyöngyi Szalay Marina Várkonyi Mariann Horváth Zsuzsanna Szőcs | Italia Alessandra Anglesio Elisa Uga Annalisa Coltorti Saba Amendolara Laura Chiesa |
| Floretă la individual | Anja Fichtel (FRG)                                                               | Giovanna Trillini (ITA)                                                           | Olga Veliciko (URS)                                                                 |
| Floretă pe echipe     | Italia Giovanna Trillini Margherita Zalaffi Dorina Vaccaroni Lucia Traversa      | Uniunea Sovietică Olga Veliciko Tatiana Sadovskaia Elena Grișhina Olga Sidorova   | China Liang Jun Sun Hongyun Xiao Aihua E Jie                                        |

## Clasament pe medalii
| Loc | Țară              | Aur | Argint | Bronz | Total |
| --- | ----------------- | --- | ------ | ----- | ----- |
| 1   | Italia            | 3   | 3      | 2     | 8     |
| 2   | RFG               | 3   | 0      | 2     | 5     |
| 3   | Ungaria           | 1   | 3      | 0     | 4     |
| 4   | Uniunea Sovietică | 1   | 2      | 5     | 8     |
| 5   | Franța            | 1   | 1      | 0     | 2     |
| 6   | Cuba              | 1   | 0      | 0     | 1     |
| 7   | Polonia           | 0   | 1      | 0     | 1     |
| 8   | China             | 0   | 0      | 1     | 1     |